# جون بوتاريني
جون بوتاريني (بالإنجليزية: John Bottarini)‏ (14 سبتمبر 1908 في الولايات المتحدة - 8 أكتوبر 1976 في الولايات المتحدة) هو لاعب كرة قاعدة ولاعب كرة قدم أمريكي في مركز ملتقط. لعب مع شيكاغو كابز.

## وصلات خارجية
- جون بوتاريني على موقعبيزبول رفرنس.كوم (الدوري الرئيسي) (الإنجليزية)